# Кимани, Люсия
Люсия Кимани (босн. Lucia Kimani полное имя — Люсия Кимани Мвахики-Марчетич босн. Lucia Kimani Mwahiki-Marčetić; род. 21 июня 1980, Каджиадо) — боснийская легкоатлетка кенийского происхождения. Бегунья на большие дистанции, марафонка. Участница летних Олимпийских игр 2008 года в Пекине, 2012 года в Лондоне и 2016 года в Рио-де-Жанейро. Обладательница четырех легкоатлетических рекордов Боснии и Герцеговины. Спортсменка года Боснии и Герцеговины 2008 года.

## Биография
Родилась 21 июня 1981 года в городе Каджиадо на юге Кении. В 2004 году вышла замуж за боснийского серба Синишу Марчетича, с которым познакомилась на марафонских соревнованиях в Зальцбурге, Австрия. В следующем году они поселились в городе Баня-Лука в Боснии и Герцеговине. В 2006 году Люсия получила боснийский гражданство.

## Другие соревнования
Люсия Кимани стала первой на марафоне в Скопье (Македония) 2010 году и на марафоне Краковия (Польша) 2012 году.